# Ngamalacinus
Ngamalacinus is een geslacht van buidelwolven die in het Oligoceen en Mioceen op het Australische continent leefde. 

## Fossiele vondsten
Fossielen van Ngamalacinus zijn gevonden in Riversleigh in het noordwesten van Queensland. Er zijn twee soorten beschreven. N. nigelmarveni is bekend van de White Hunter Site uit het Laat-Oligoceen. Fossielen van N.  timmulvaneyi zijn gevonden bij Godthelp Hill. Deze vondsten dateren uit het Vroeg-Mioceen. Het holotype bestaat uit een gedeeltelijke rechter onderkaak met kiezen. Daarnaast is een linker bovenkaak met valse kiezen en kiezen en een geïsoleerd kies gevonden van N. timmulvaneyi.

## Kenmerken
Ngamalacinus nigelmarveni had het formaat van een rode vos met een geschat gewicht van 5 kg en deze buidelwolf was een gespecialiseerde carnivoor. Ngamalacinus timmulvaneyi was met een geschat gewicht van 5 tot 7 kg een middelgrote vorm binnen de buidelwolven van Riversleigh. Nimbacinus dicksoni en Wabulacinus waren van vergelijkbaar formaat.